# معلى (شعر)

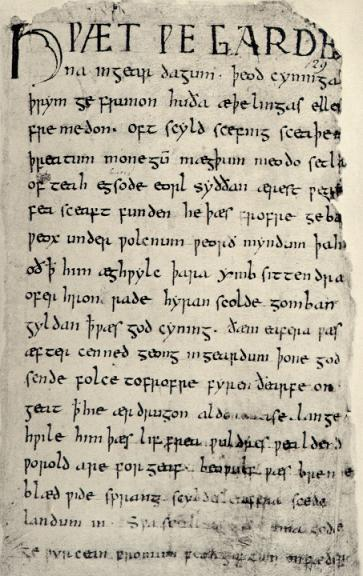

في علم العروض، الجناس الاستهلالي أو المعلى هو شكل من أشكال الشعر يستخدم الجناس بصفته أداة جمالية أساسية لتبيان البنية الوزنية الكامنة، على نقيض الأدوات الأخرى كالقافية. أكثر تقاليد الجناس الاستهلالي دراسةً هي التي عُثر عليها في أقدم أدبيات اللغة الجرمانية، حيث استخدم الباحثون مصطلح «الشعر المتجانس استهلاليًا» بصورة أعمّ للدلالة على تقليد لا يستخدم الجناس الاستهلالي بصفته أداته الجمالية الأساسية فحسب، بل يستخدم أيضًا بعض الخصائص الوزنية. تستخدم كل من ملحمة بيوولف المكتوبة باللغة الإنجليزية القديمة، بالإضافة إلى معظم الشعر المكتوب بالإنجليزية القديمة، والعديد من قصائد الإنجليزية الوسطى مثل بييرس بلومان، والسير غواين والفارس الأخضر، ومورتي آرثر المتجانسة استهلاليًا الجناس الاستهلالي.
يمكن العثور على الجناس الاستهلالي في العديد من اللغات الأخرى أيضًا. يستخدم كل من الكاليفالا الفنلندي والكاليفانبوغات الإستونية أشكالًا من الجناس الاستهلالي المستمدة من التقاليد الشعبية. شعر اللغات الأتراكية التقليدي، وشعر لغة الأويغور مثال على ذلك، متجانس استهلاليًا أيضًا.

## أصول ومزايا جرمانية مشتركة
لا تتطابق الأشكال الشعرية الموجودة في اللغات الجرمانية المختلفة، لكن هناك تشابه كافٍ لإيضاح أن هذه التقاليد متصلة اتصالًا وثيقة ونابعة من مصدر جرماني مشترك. مع ذلك، المعرفة الموجودة حول ذلك التقليد المشترك مبنية بصورة كلية تقريبًا على الاستنباط من الشعر اللاحق.
من الشهادات المتوفرة لدينا حول طبيعة الجناس الاستهلالي من أعمال شاعر جناس استهلالي ممارس هي نثر إيدا بقلم سنوري سترلسون. يشرح الأنماط الوزنية والأدوات الشعرية التي استخدمها شعراء السكالد نحو عام 1200. كان شرح سنوري بمثابة نقطة بداية للباحثين لإعادة بناء موازين الجناس الاستهلال بصورة تتعدى موازين اللغة الشمالية القديمة. اقتُرح العديد من النظريات الوزنية المختلفة، وكانت كلها محفوفة بالجدل. بالنظر إلى الموضوع بشكل أعم، مع ذلك، نرى أن بعض المزايا الأساسية مشتركة من أقدم الشعر حتى أحدثه.
شُهد الجناس الاستهلالي في بعض أقدم معالم الأدب الجرماني. اكتُشفت القرون الذهبية من غاليهوس في الدنمارك ويُرجح أنها تعود إلى القرن الرابع الميلادي، وكانت تحمل هذا النقش بالأبجدية الرونية من اللغة الشمالية الأولية:
| x / x x x / x x / x / x x ek hlewagastiʀ holtijaʀ | horna tawidō *)I, Hlewagastiʀ [son?] of Holt, made the horn.) أنا، هليواغاستير، [بن] هولت، صنعت هذا القرن. |

يحتوي هذا النقش على أربعة مقاطع مشدد عليها للغاية، أول ثلاثة منها تتجانس في حرف (h) /×/ وآخرها لا يتجانس، وهو في جوهره النمط نفسه الموجود في الشعر اللاحق.
في الأصل، كان يجري تأليف وتناقل الشعر المتجانس استهلاليًا شفويًا، والكثير منه لم يُدون. ما تزال الدرجة التي قد تكون الكتابة حرفت بها هذا الشكل من الفن المحكي موضع جدل كبير. ومع ذلك، هناك توافق واسع النطاق بين الباحثين على أن الشعر المكتوب محافظ على العديد من مزايا اللغة المحكية (وقد يجادل البعض على أنه محافظ عليها كلها تقريبًا).
المعلى من الأبيات ما ابتدأت أكثر كلماته بحرف واحد، وذلك كقول أبي علي اليوسي:
(من بحر الطويل):
المعلى في الشعر يعادله السجع الابتدائي في النثر.